# De brieven van Jacob
De brieven van Jacob is een single uit 2004 van Coole Piet, een personage uit de Fox Kids-serie De Club van Sinterklaas, vertolkt door Harold Verwoert.
In het liedje dat tevens de beginmelodie is wordt het verhaal van het huidige televisieseizoen van De Club van Sinterklaas beschreven. Het nummer kent een vage beschrijving om van destijds toekomstige afleveringen het plot zo min mogelijk te verraden. Kort samengevat: "het gaat weer eens goed fout, maar wie heeft dat gedaan?".
Het couplet en refrein wordt overbrugt door de term ooh-oh-wee-oh, versterkt door een achtergrondzangeres. Het couplet kent een duister karakter met een dance-feel, terwijl het refrein juist een vrolijk melodietje is. De tekst kent uiteraard weer een angstaanjagende beschrijving. De brug heeft een ernstiger klinkend hiphop-karakter. In de videoclip is tijdens deze overbrugging een rappende Coole Piet te zien die bewegingen maakt die bij de hiphopcultuur horen, om aan het einde van de bridge boef Jacob eens flink in zijn nekvel te pakken en hem op de gevolgen van zijn slechte daden te wijzen. Ten tijde van het uitbrengen van de single was hiphop een belangrijke jongerencultuur. De rol van Jacob wordt vertolkt door acteur Peter de Gelder.
De brieven van Jacob is de eerste uitgebrachte single van zowel De Club van Sinterklaas als Coole Piet. De cd werd gratis weggegeven bij supermarktketen Super de Boer bij aankoop van een bepaald bedrag of specifieke producten en werd ten gevolge hiervan bijna per direct platina: minstens 20.000 verkochte exemplaren. In 2009 werd er een remix gearrangeerd en uitgebracht op het album Diego's Coolste Hits.